# Cestrum fasciculatum
Cestrum fasciculatum là loài thực vật có hoa trong họ Cà. Loài này được (Schltdl.) Miers mô tả khoa học đầu tiên năm 1846.